# هری تیرنی
هری تیرنی (انگلیسی: Harry Tierney؛ ‏ ۲۱ مهٔ ۱۸۹۰ – ۲۲ مارس ۱۹۶۵) نوازنده پیانو، آهنگساز فیلم و تئاتر موزیکال و فیلم‌نامه‌نویس اهل ایالات متحده آمریکا بود.
از فیلم‌هایی که وی در آن‌ها نقش داشته‌است، می‌توان به ریو ریتا اشاره نمود.